# Kiril Grigorián
Kiril Akópovich Grigorián –en ruso, Кирилл Акопович Григорьян– (San Petersburgo, 2 de abril de 1992) es un deportista ruso que compite en tiro, en la modalidad de rifle.
Participó en los Juegos Olímpicos de Río de Janeiro 2016, obteniendo una medalla de bronce en la prueba de rifle en posición tendida 50 m.
En los Juegos Europeos de Minsk 2019 consiguió una medalla de bronce en la prueba de rifle en posición tendida 50 m mixto. Ganó una medalla de plata en el Campeonato Europeo de Tiro de 2019, en rifle 50 m mixto.

## Palmarés internacional
| Juegos Olímpicos   | Juegos Olímpicos        | Juegos Olímpicos  | Juegos Olímpicos              |
| Año                | Lugar                   | Medalla           | Prueba                        |
| ------------------ | ----------------------- | ----------------- | ----------------------------- |
| 2016               | Río de Janeiro (Brasil) | Medalla de bronce | Rifle en pos. tendida 50 m    |
| Juegos Europeos    |                         |                   |                               |
| Año                | Lugar                   | Medalla           | Prueba                        |
| 2019               | Minsk (Bielorrusia)     | Medalla de bronce | Rifle pos. tendida 50 m mixto |
| Campeonato Europeo |                         |                   |                               |
| Año                | Lugar                   | Medalla           | Prueba                        |
| 2019               | Lonato (Italia)         | Medalla de plata  | Rifle 50 m mixto              |